# Bunroku Shishi
Bunroku Shishi (獅子 文六, Shishi Bunroku), nom de plume de Iwata Toyoo (岩田 豊雄), né le 1er juillet 1893 à Yokohama et mort le 13 décembre 1969, est un écrivain japonais, directeur de la compagnie théâtrale Bungakuza à Tokyo.

## Biographie
Il se rend en France en 1922 pour étudier le théâtre français moderne travaille dans l'atelier de Jacques Copeau. Shishi est connu comme écrivain de romans humoristiques et autobiographiques très populaires et dont plusieurs ont été portés à l'écran. Ses œuvres sont publiées à partir des années 1930 jusqu'aux années 1960, la plupart du temps en avant-première en feuilletons dans les journaux et les magazines. L’École de la liberté, description de la vie au Japon après la Seconde Guerre mondiale, paraît en 1950 dans le Asahi Shinbun avant d'être édité en livre en 1951. Le roman est un succès de librairie dans les années 1950 au Japon, filmé à plusieurs reprises et traduit en anglais et en français en 2006.
En 1963, il est fait membre de l'Académie japonaise des arts et est honoré de l'Ordre de la Culture en 1969.

## Liste des œuvres traduites en français
- 1936 : Un papa poète (悦ちゃん), roman traduit par Jean-Christian Bouvier, École des loisirs (collection "Médium"), 1991 ; École des loisirs (collection "Médium poche"), 1992.
- 1950 : L’École de la liberté (自由学校), roman traduit par Jean-Christian Bouvier, Éditions du Rocher, 2006.

## Œuvres filmées (sélection)
- Etchan, 悦ちゃん 　日活多摩川 1937
- Rakuten Kōshi, 楽天公子 　日活多摩川 1938
- Aozora futarigumi, 青空二人組 　東宝映画東京  1938
- Koshō musuko, 胡椒息子 　東宝映画東京 1938
- Sara otome, 沙羅乙女　前篇 　東宝映画東京 1939
- Nobuko, 信子 　松竹大船 1940
- Taiyō sensei, 太陽先生 　新興東京 1941
- Minami no kaze, 南の風　瑞枝の巻 　松竹大船 1942
- Hyōrokuyume monogatari, 兵六夢物語 　東宝映画 1943
- Kaigun, 海軍 　松竹太秦 1943
- Obāsan, おばあさん 　松竹太秦 1944
- Tenyawanya,てんやわんや 　松竹大船 1950
- Jiyū gakkō, 自由学校 　松竹大船 1951
- Yassamossa, やつさもつさ 　松竹大船 1953
- Koshō musuko, 胡椒息子 　大映東京 1953
- O-josan sensei, お嬢さん先生 　大映東京 1955
- Seishun kwaidan, 青春怪談 　日活 1955
- Aozora no nakama, 青空の仲間 　日活 1955
- Ōban, 大番 　東宝 1957
- Kakureta ninkimono, かくれた人気者 　松竹京都 1959
- Banana, バナナ 　松竹大船 1960
- Tokkyū Nippon, 特急にっぽん 　東宝 1961
- Musume to watashi, 娘と私 　東京映画 1962
- Hakoneyama, 箱根山 　東宝 1962
- Kaigun, 海軍 　東映東京 1963

## Sources de la traduction
- (de)/(ro) Cet article est partiellement ou en totalité issu des articles intitulés en allemand « Bunroku Shishi » (voir la liste des auteurs) et en roumain « Bunroku Shishi » (voir la liste des auteurs).